# Lane härad

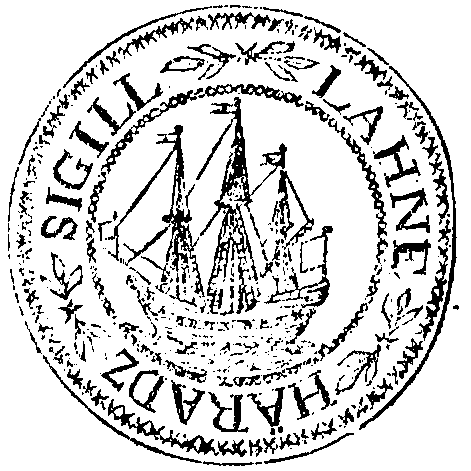
Lane härads sigill.

Lane härad var ett härad i mellersta Bohuslän inom nuvarande Uddevalla kommun. Dess tingsställe låg från 1733 till 1827 i Herrestad, kyrkby i Herrestads socken. Från 1828 låg tinget i Uddevalla stad och före 1733 i Skredsvik, kyrkby i Skredsviks socken.

## Namnet
Häradsnamnet skrevs 1405 j Laneskiprede. Det kan innehålla genitiv av ordet lani, som betecknade långsträckta föremål, i så fall syftande på ett sund i Brofjorden. Det kan även innehålla det fornvästnordiska lani i betydelsen "hög bergås", avseende Gullmarsfjordens branta sydoststrand.

## Socknar
I Uddevalla kommun
- Bokenäs
- Bäve uppgick 1945 i Uddevalla stad
- Dragsmark
- Herrestad
- Högås
- Lane-Ryr
- Skredsvik

## Geografi
Häradet gränsade i norr till Valbo härad i Dalsland och Tunge härad i Bohuslän, och i Bohuslän i nordväst till Stångenäs härad, i sydväst till Orusts västra härad, söder till Orusts östra härad och Inlands Fräkne härad samt i öster till Väne härad i Västergötland. Häradet omslöt Uddevalla stad i norr, väster och öster.
I inlandet i öster finns omfattande skogsområden och i väster på Bokenäset kala klippor.
I Skredsviks socken finns den medeltida Dynge borgruin. Senare sätesgårdar var det närbelägna Gullmarsbergs säteri (också i Skredsviks socken), Cederslunds herrgård (Skredsvik), Brattås herrgård (Bäve), Samneröds herrgård (Bäve), Kasens herrgård (Bäve), Övre Bergs herrgård (Herrestad) och Sörreviks herrgård (Herrestad). Inom den historiska Uddevalla stads område finns Gustavsbergs landeri.
Gästgiverier fanns i Storehogen (Bokenäs), Raknebo (Bäve) och Herrestad (kyrkby i Herrestads socken och häradets tingsställe från 1733 till 1827).

## Län, fögderier, domsagor, tingslag och tingsrätter
Häradet hör sedan 1998 till Västra Götalands län, innan dess från 1680 till Göteborgs och Bohus län, före 1700 benämnd Bohus län. Kyrkligt tillhör församlingarna Göteborgs stift
Häradets socknar hörde till följande fögderier:
- 1686-1917 Sunnervikens fögderi
- 1918-1945 Ousts och Tjörns fögderi
- 1946-1990 Uddevalla fögderi

Häradets socknar tillhörde följande domsagor, tingslag och tingsrätter:
- 1681-1917 Lane tingslag i
  - 1681-1682 Lane, Stångenäs, Sotenäs, Tunge, Sörbygdens, Bullarens, Kville, Tanum och Vette härader
  - 1683-1697 Inlands Nordre, Inlands Fräkne, Lane och Stångenäs häraders domsaga
- 1698-1917 (24 augusti)Lane, Stångenäs, Sörbygdens, Tunge och Sotenäs häraders domsaga, från mitten av 1800-talet kallad Sunnervikens domsaga
- 1917-1970 Sunnervikens tingslag i Sunnervikens domsaga

- 1971- Uddevalla tingsrätt med dess domsaga